# Peter August Böckstiegel

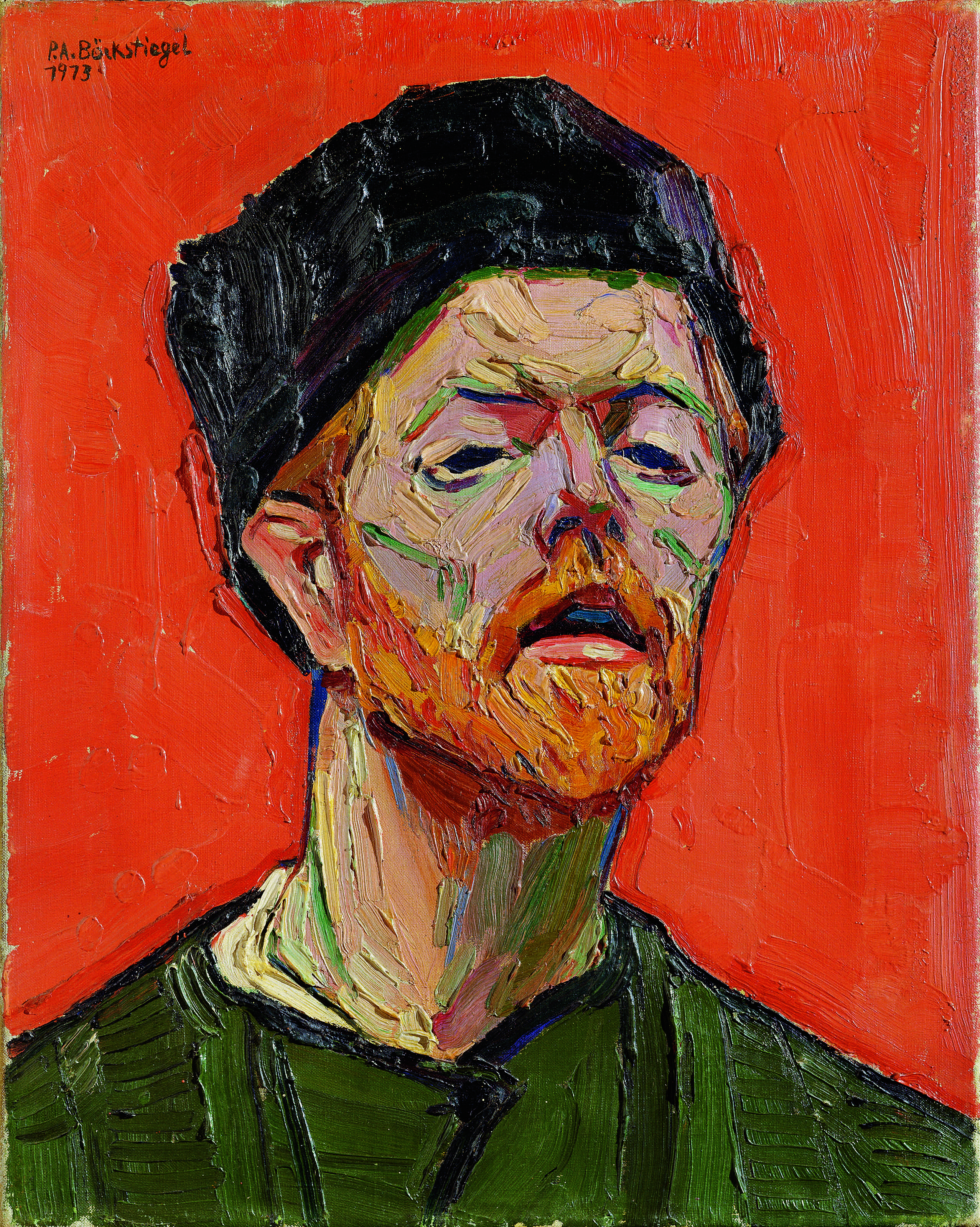
Peter August Böckstiegel, autorretrato, 1913

Peter August Böckstiegel (nacido el 7 de abril de 1889 en Arrode (hoy en Werther (Westfalia) ); fallecido el 22 de marzo de 1951 también en Werther) fue un pintor, artista gráfico y escultor alemán. Se le considera un representante del expresionismo westfaliano.

## Vida

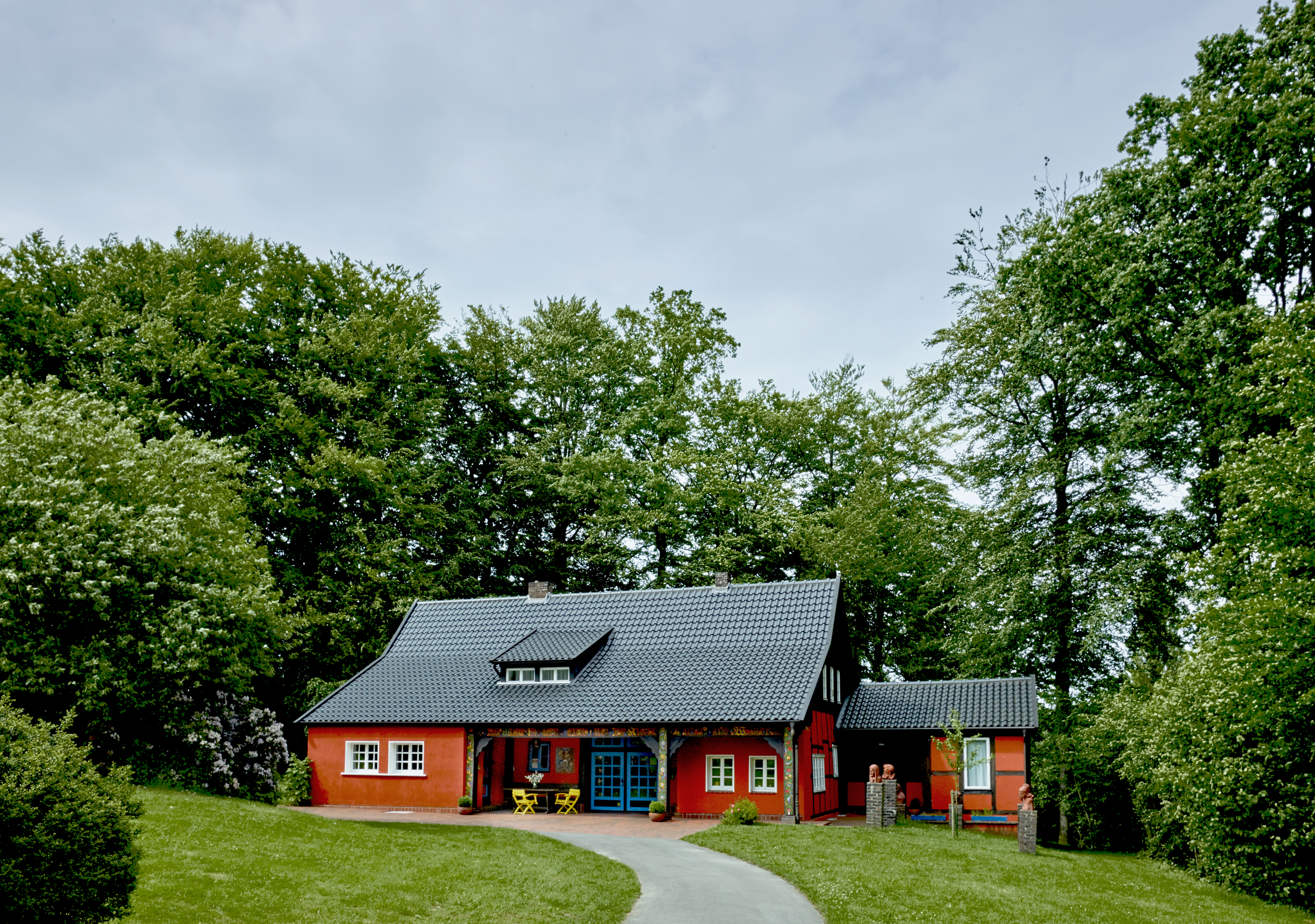
Lugar de nacimiento de Peter August Böckstiegel en Werther-Arrode, 2018

Peter August Böckstiegel fue el quinto de seis hijos en Arrode, que hoy pertenece a Werther (Westfalia), en una familia de pequeños agricultores y tejedores de lino en las condiciones más sencillas. Su talento artístico se manifestó ya en la escuela primaria en Werther. En 1903 comenzó su aprendizaje como pintor y vidriero en la vecina ciudad de Bielefeld.
Después de completar con éxito su examen oficial como pintor en 1907, Böckstiegel asistió a la recién fundada escuela de artes y oficios en Bielefeld, donde conoció al escultor Erich Lossie y a los pintores Victor Tuxhorn, Ernst Sagewka y Heinz Lewerenz. Ese año Böckstiegel se convirtió en miembro del grupo de artistas de Bielefeld “Rote Erde”. Ludwig Godewols, ex profesor de Böckstiegels en la escuela técnica del gremio de pintura de Bielefeld, reconoció su talento artístico y lo apoyó. En 1909, la clase de Godewols visitó el Museo Folkwang de Hagen, donde se exponían obras de Paul Gauguin, Paul Cézanne, Édouard Manet, Auguste Renoir, Auguste Rodin y Anselm Feuerbach. Las primeras obras fechadas de Böckstiegel datan de 1910. Aunque la escuela de artes y oficios daba gran importancia a las representaciones naturalistas y Böckstiegel tenía que hacer dibujos académicos con sombreados clásicos, pronto encontró su propio estilo.
En 1912, Böckstiegel visitó la exposición Sonderbund en Colonia con su maestro Godewols y algunos compañeros de clase, donde quedó particularmente impresionado por las obras de Vincent van Gogh.
En el semestre de invierno de 1913, con la ayuda de una beca privada, se trasladó a la Academia de Bellas Artes de Dresde, donde conoció a Conrad Felixmüller, ocho años menor que él, y un poco más tarde a su hermana Hanna Müller (†1988). Sus profesores fueron Oskar Zwintscher y más tarde Otto Gussmann, de quien más tarde se convirtió en alumno de maestría. A pesar de su resistencia a la enseñanza, en la que echaba especialmente de menos la “pasión juvenil de los pintores del Die Brücke”, conservó su estilo ya desarrollado y, según Felixmüller,  su poder liberador del color, su entrega directa y su cercanía a la naturaleza. Uno de los retratos más impresionantes de esta época fue realizado en 1914 y muestra a Conrad Felixmüller como un artista seguro de sí mismo, con las piernas abiertas y fumando en pipa delante de una pared con papel pintado de flores silvestres.
A principios de 1915, Böckstiegel fue llamado a filas. El 1 de enero de 1915 completó el cuadro Adiós, que lo muestra a él y a su prometida Hanna sobre un fondo de color amarillo anaranjado brillante. Mientras Böckstiegel, de pie, sostiene los pinceles con ambas manos y en la boca, Hanna se acurruca contra él, con el rostro pintado en tonos verdes y amarillos. Durante la guerra  aún tuvo la oportunidad de trabajar esporádicamente como artista. De 1916 a 1919 estuvo destinado en Rusia, Rumania y Ucrania. Un barco inglés lo trajo a él y a sus camaradas de regreso a Alemania desde Mykolaiv, en el Mar Negro, en marzo de 1919.
Durante la guerra sus contactos con Dresde no se interrumpieron. En 1917 unió fuerzas con Conrad Felixmüller, Bernhard Kretzschmar, Otto Lange y Constantin von Mitschke-Collande para formar el "Grupo 1917", cuyas obras se expusieron junto con las de los artistas del "Die Brücke".
En 1919 se fundó el grupo Dresden Secession 1919, entre cuyos miembros se encontraban Conrad Felixmüller, Otto Dix, Otto Schubert, Gela Foster, Otto Lange, Lasar Segall, Constantin von Mitschke-Collande, Wilhelm Heckrott, Hugo Zehder y, como miembro extranjero, Óscar Kokoschka. Después de regresar de la guerra en marzo, Böckstiegel se unió al grupo. En julio de 1919 se casó con su prometida Hanna Müller. Pero a finales de año abandonó el “Grupo 1919” junto con sus amigos Felixmüller y Schubert.
En 1920 nació su hija Sonja († 2005). Ese mismo año, la Academia de Bellas Artes de Dresde le concedió la beca de viaje Carlo Torniamentische.
En 1921, en lugar del Gran Premio Estatal Sajón, también conocido como "Premio de Roma", que no pudo recibir al ser ciudadano de Prusia, recibió un certificado de honor con el correspondiente premio en efectivo. En septiembre de 1921, Böckstiegel creó por encargo de las autoridades municipales de la ciudad de Hamelín la tercera serie de billetes de emergencia (seis motivos de 50 pfennigs cada uno) con la leyenda del flautista. 

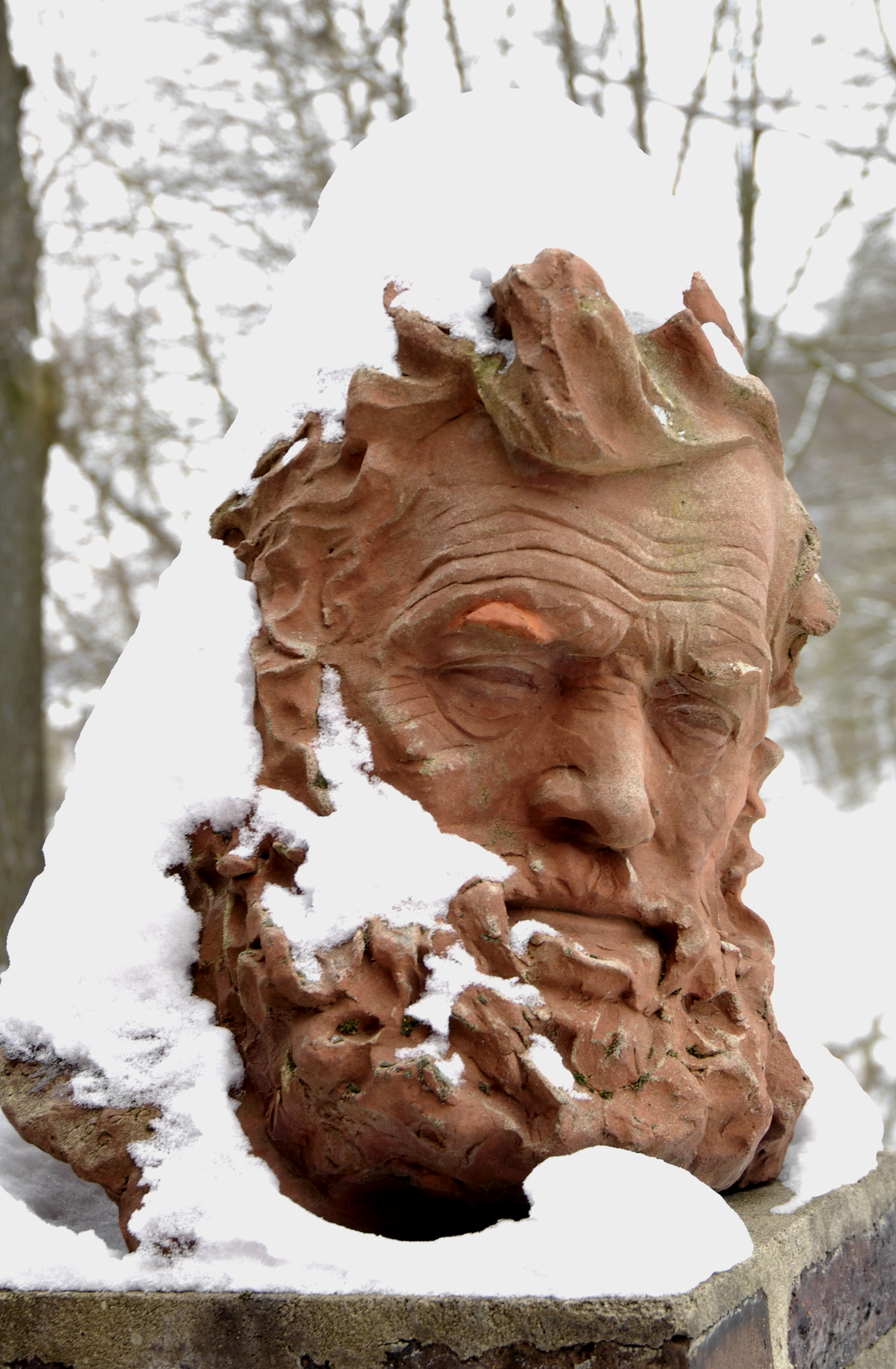
Escultura/retrato de su padre, en la casa Böckstiegel en Werther-Arrode (enero de 2010)

Su hijo Vincent († 2007) nació en 1925. En 1929 Böckstiegel comenzó a producir sus primeras obras escultóricas. Su madre murió ese mismo año y su padre murió en 1931. Con ellos Böckstiegel perdió a las personas de las que él mismo describió como símbolos de la humanidad en su trabajo como personas amantes de la tierra que trabajaron incansablemente en Arrode durante toda su vida, con el mayor amor.
Su obra experimentó un importante punto de inflexión durante el período del "Tercer Reich". Fue miembro de la Cámara de Bellas Artes del Reich y pudo participar en exposiciones hasta el final. Pero muchas de sus obras que no correspondían al canon artístico nazi fueron declaradas “arte degenerado”, retiradas, rechazadas, confiscadas o incluso destruidas. En 1933, su cuadro Niño campesino con manzanas fue retirado por primera vez de la Pinacoteca de Dresde y luego otras obras fueron retiradas de las colecciones de otros museos. En 1937, durante la campaña nazi contra el "arte degenerado", se retiraron obras de la Casa de Arte Municipal de Bielefeld, la Pinacoteca Municipal de Bochum, el Museo Folkwang de Essen, las Colecciones Municipales de Friburgo de Brisgovia, el Centro de Arte de Chemnitz, la Pinacoteca. y el Gabinete de Grabado de Dresde, el Museo Municipal de Arte de Dresde y el Gewerbemuseum de Dortmund, las colecciones de arte de la ciudad de Düsseldorf, la Colección Municipal de Arte de Gelsenkirchen, la Muestra Gráfica Alemana de Görlitz, el Museo Gustav Lübcke de Hamm, la Galería de Arte de Mannheim, el Mülheim an der Ruhr, el Museo Estatal de Münster, la Galería Municipal de Núremberg, el Museo Vestischen de Recklinghausen, el Museo Estatal de Saarbrücken, el Museo de Arte y Artes Decorativas de Stettin, el Museo Municipal de Ulm, el Museo Märkisches Witten an der Ruhr y el Städtische Las obras de la Bildgalerie Wuppertal- Elberfeld Böckstiegel fueron confiscadas. Parte de las obras retiradas fueron destruidas. 
Durante el bombardeo de Dresde del 13/14 de febrero de 1945, su estudio en la Antonsplatz 1 y más de mil de sus obras, esculturas, pinturas, dibujos, clichés y planchas de grabado fueron destruidas. El propio Böckstiegel escapó por poco del bombardeo, después de haber intentado anteriormente proteger parte de su obra. Regresó con su familia a la casa de sus padres en Werther, que había sobrevivido ilesa a la guerra. Allí comenzó a ampliar la casa para crear un nuevo estudio y un hogar permanente.
En 1947, Böckstiegel se convirtió en el primer presidente de la “Secesión de Westfalia, 1945”. En 1948 y 1949, retrató, principalmente bajo el título “Acusación silenciosa”, una serie de refugiados marcados por la guerra, las penurias, la huida y la expulsión que habían llegado a Westfalia y habían sido acogidos por los agricultores de su aldea. En 1949 Böckstiegel regresó a Dresde y participó en la Segunda exposición de arte alemán . Recibió un estudio honorario en la academia de Dresde. Ese mismo año visitó con su hijo las ruinas de su antigua residencia en Antonsplatz,1. Recuperó esculturas dañadas y algunosrestos del sótano enterrado.
En 1950 fue objeto de una amplia exposición individual en las Colecciones de Arte del Estado de Dresde, que se expuso en muchas ciudades después de la muerte de Böckstiegel.
El 22 de marzo de 1951 falleció Peter August Böckstiegel en la casa familiar en Arrode. Está enterrado en el cementerio evangélico de Werther.

## Retratos de Böckstiegel
- Conrad Felixmüller: La pareja de pintores Hanna y Peter Böckstiegel (óleo, 133 × 148 cm, 1914)
- Conrad Felixmüller: El pintor Peter August Böckstiegel frente a la casa de su padre (óleo, 160 × 100 cm, 1926)

## Exposiciones

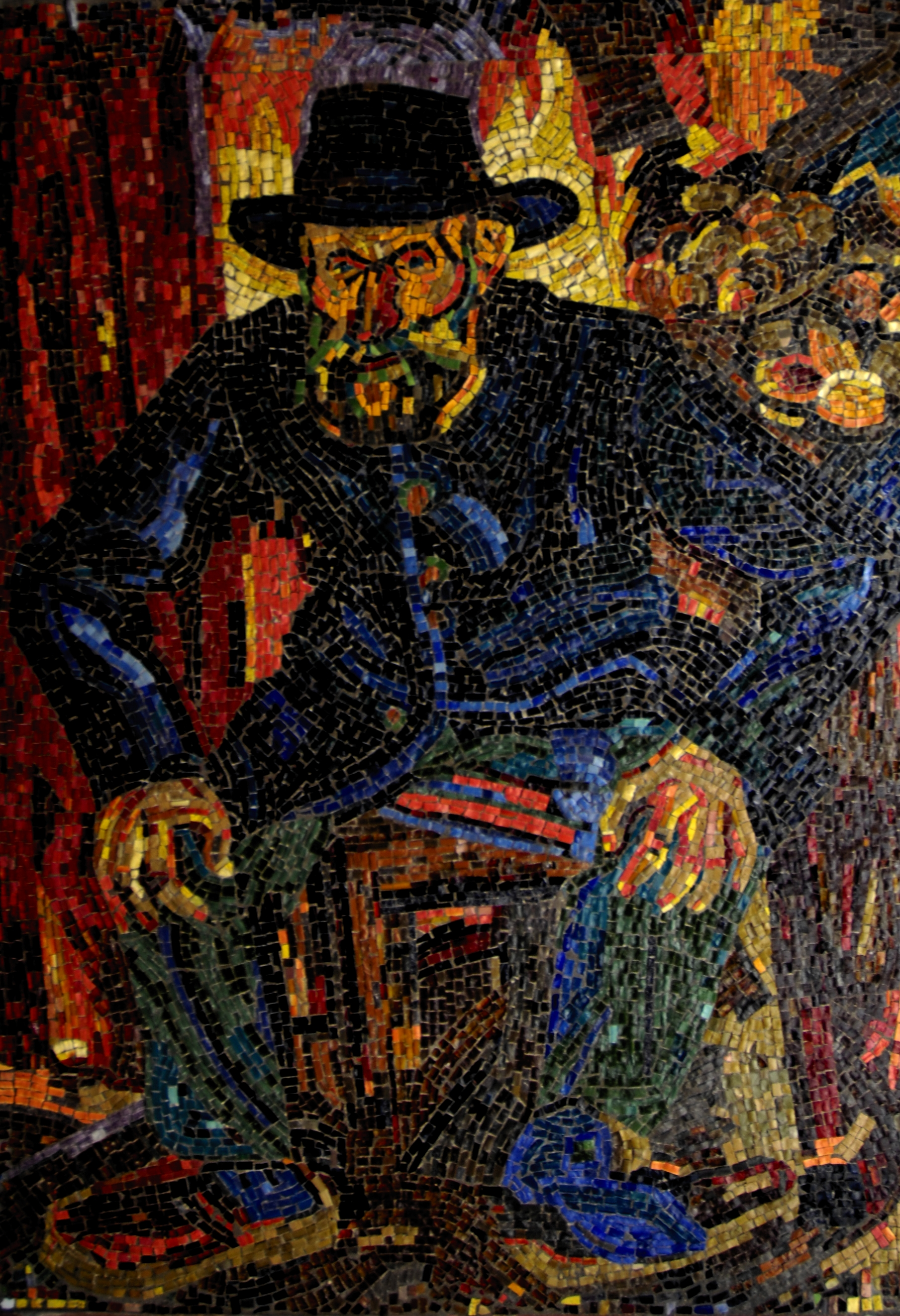
Mosaico en la entrada de la casa de Böckstiegel en Werther-Arrode

Sus obras se han mostrado en varias exposiciones en Europa y Estados Unidos, entre ellas:
- 1916: “Segunda exposición de artistas de Dresde en servicio militar” en la Galería Ernst Arnold, Dresde [2]
- 1917: exposición de otoño en Dresde
- 1918: 46. Exposición “La Xilografía Expresionista”
- 1919: “ Grupo de Secesión de Dresde 1919 ”, Galería Emil Richter
- 1919: Exposición de arte Berlín 1919
- 1920: exposición de verano sobre la Secesión Libre
- 1920: Galería Alice Frank, Berlín
- 1921: Galerie Alfred Flechtheim, Gran Exposición de Arte de Berlín
- 1921, 1923, 1924, 1925: Exposición de verano, Asociación de Artistas de Dresde
- 1926: Gran exposición de acuarelas, Asociación de Arte Sajón, Brühlsche Terrasse, Dresde
- 1927: Exposición gráfica de la Asociación de Artistas Alemanes, Palacio Municipal de Exposiciones de Arte de Dresde
- 1928: “Arte alemán contemporáneo”, Norishalle Nuremberg
- 1928 Asociación de Artistas Alemanes, Asociación de Arte de Hannover
- 1929: III. Gran exposición de arte de Westfalia, Münster
- 1929: Exposición de Peintres Graveurs Allemands Contemporains, París
- 1929: “Dibujos a mano de Dresde y acuarelas contemporáneas”, Nuremberg
- 1930: Dresde, Brühlsche Terrasse (“Arte de Dresde 1930”)
- 1931: Asociación de Artistas Alemanes, Essen
- 1933: Asociación de Artistas Alemanes, Magdeburgo
- 1941: Gran exposición de arte de Westfalia, Oficina Cultural Municipal de Dortmund
- 1943: “Xilografías alemanas contemporáneas”, Kunstverein Flensburg, agosto-septiembre de 1943
- 1943: Exposición de arte Gau Sajonia, Brühlsche Terrassen
- 1947: “2. Exposición “Secesión de Westfalia 1945” Karl-Ernst-Osthaus-Museum Hagen
- 1949: “2. Exposición de Arte Alemán “, Stadthalle am Nordplatz, Dresde
- 1950: Colecciones de arte estatales de Dresde
- 1953: Tercera exposición de arte alemán, Dresde
- 1951: Asociación de Arte de Bielefeld
- 1956: Museo Estatal LWL de Arte e Historia Cultural de Münster
- 1969: Museo Estatal de Arte e Historia Cultural LWL de Münster / Asociación de Arte de Westfalia de Münster
- 1970: Galería de arte de Bielefeld
- 1975: “Rohlfs Böckstiegel Morgner”, Museo Karl-Ernst-Osthaus Hagen
- 1975: Museo de Arte de Düsseldorf
- 1978/1979: Sociedad del Museo Ettlingen
- 1979: “Exposición en memoria de Peter August Böckstiegel”, Berlín
- 1988: “Expresionismo alemán. 1915-1925. La Segunda Generación”, Museo de Arte Moderno de Fort Worth, Fort Worth, Texas.
- 1989: Museo Estatal LWL de Arte e Historia Cultural de Münster
- 1990: “Expresionismo y exilio. Colección Ludwig y Rosy Fischer”, Museo Judío de Frankfurt
- 1999: “La colección Bunte”, Hamburger Kunsthalle
- 2001: “Peter August Böckstiegel. Ver el trabajo. Descubra al artista”, Ayuntamiento de Gütersloh
- 2003: “Rostro – máscara – color, imágenes de mujeres de principios del siglo XX”, Westfälisches Landesmuseum Münster
- 2006: “Mundos laborales – Conrad Felixmüller, Peter August Böckstiegel”, Städtische Galerie Dresden
- 2007: “Working Worlds – Conrad Felixmüller, Peter August Böckstiegel”, Kunsthalle Bielefeld (alrededor de 45.000 visitantes)
- 2009: “Imágenes de la humanidad”, Wilhelm-Morgner-Haus Soest,
- 2010: “Expresionismo westfaliano”, Kunsthalle Bielefeld
- 2012: “Conectados a la Tierra”, Haus Opherdicke
- 2014: “Peter August Böckstiegel y Conrad Felixmüller, una amistad entre artistas”, Galerie Ostendorff, Münster [3]
- 2015: “Foto de familia” de Peter August Böckstiegel. Sobre buscar, encontrar y restaurar” Museo Municipal de Gütersloh [4]

Algunas de las obras importantes de Böckstiegel se encuentran en colecciones y museos como Stedelijk Museum Amsterdam, LWL-Landesmuseum für Kunst und Kulturgeschichte Münster, Kunsthalle Bielefeld y Los Angeles County Museum of Art.

## El lugar de Böckstiegel en la historia del arte actual
Sus primeros trabajos de 1910 eran inicialmente todavía impresionistas. Su obra entre 1913 y 1925, le hace uno de los representantes más importantes del expresionismo tardío. Junto con August Macke, Heinrich Campendonk, Wilhelm Morgner, Hermann Stenner y Christian Rohlfs, es uno de los representantes destacados del expresionismo renano-westfaliano.
Cabe destacar la diversidad de las formas de expresión artística que dominó, desde la pintura, las obras gráficas, especialmente el grabado, la escultura, las obras decorativas (como relieves, mosaicos y vidrieras de diseño artístico).

Las obras de Böckstiegel muestran principalmente el mundo rural. El pintor consideraba al francés Jean-François Millet como su modelo a seguir. Porque él también quería pintar algo “tan real y tan grande como un granjero”. Por eso la obra de Böckstiegel muestra estrechas conexiones con Van Gogh; no solo su autorretrato de 1914, sino también varias pinturas con girasoles son prueba de su intensa relación con las obras de Vincent van Gogh.

## Honores y recepción

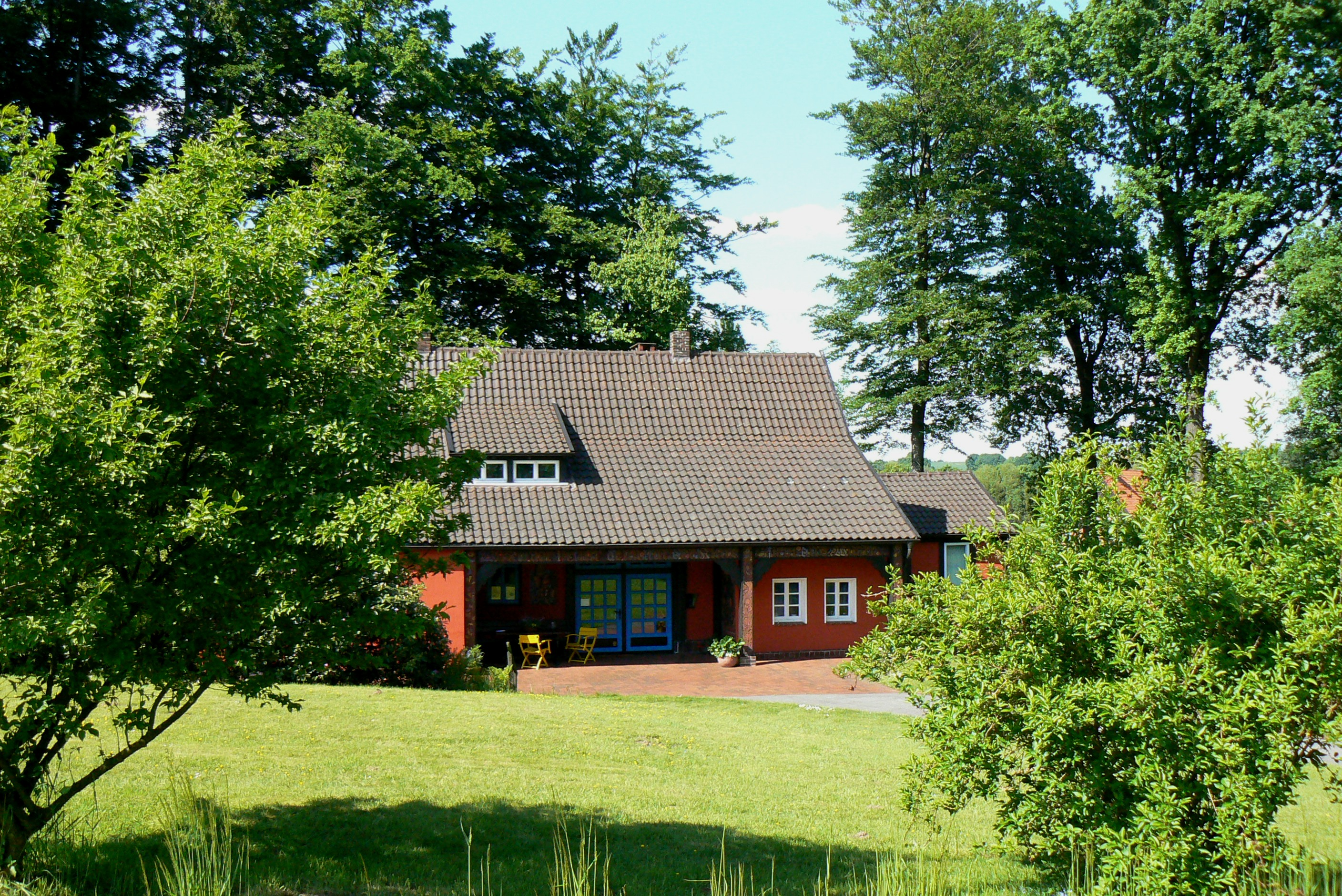
Casa Böckstiegel, vista frontal

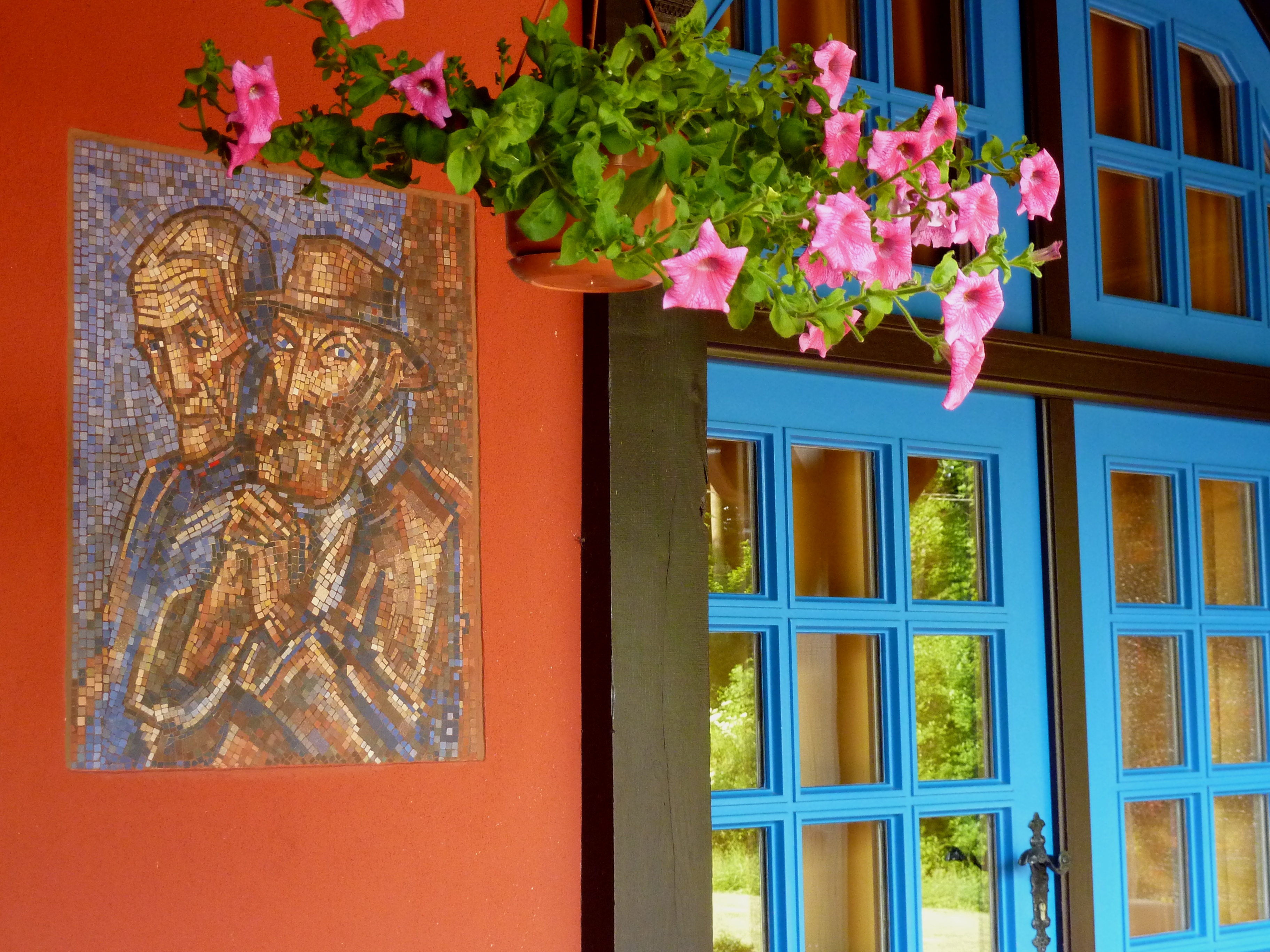
Mosaico, en la Casa Böckstiegel en Werther-Arrode (2010)

- La casa de Peter-August-Böckstiegel, su lugar de nacimiento en Werther, donde vivió y trabajó durante los meses de verano y que se convirtió repetidamente en el punto de partida de sus obras, se ha conservado en su forma original y es un bien cultural en su auténtica integración en el Paisaje de Westfalia y una atracción turística. Böckstiegel convirtió la casa en una obra de arte a través de la pintura, tallas, mosaicos y vidrieras. Además de pinturas, dibujos, acuarelas y gráficos, también se pueden ver esculturas de distintos períodos creativos del patrimonio del artista. La casa se puede visitar previa cita y como parte de visitas públicas.
- Después de su muerte, tanto su esposa Hanna como sus dos hijos trabajaron para preservar la casa y las obras de Peter August Böckstiegel. Preservar la casa y la obra como una unidad, como una obra de arte total, y hacerlas accesibles al público fue para ellos una obligación de por vida. Por su contribución a la preservación de la obra de toda una vida de Peter August Böckstiegel, el Presidente Federal concedió la Cruz Federal al Mérito a Hanna Böckstiegel en 1984 y a Sonja y Vincent Böckstiegel en 2004.
- Para garantizar que la obra de su padre se conserve, difunda y presente incluso después de su muerte, Sonja y Vincent Böckstiegel crearon la Fundación Peter August Böckstiegel . Para ello la cedieron en 1992 en herencia al distrito de Gütersloh. Al hacerlo, legaron las obras de su padre y la casa Böckstiegel al distrito de Gütersloh. A cambio, el distrito de Gütersloh se comprometió con los hermanos Böckstiegel a crear, tras la herencia, la Fundación Peter August Böckstiegel. Durante los preparativos para la fundación, el distrito de Gütersloh expresó su intención de complementar la casa Peter-August-Böckstiegel con un edificio dedicado a museo. [5] La Fundación Peter August Böckstiegel se fundó el 18 de diciembre de 2008. Su tarea es preservar la Casa Böckstiegel y la obra de toda la vida del artista, cuidar la finca y hacerla accesible al público.
- En 1993, un círculo de amigos en torno a los hermanos Böckstiegel se convirtió en asociación de patronazgo. [5] Su finalidad es mantener la memoria de la vida y obra del artista así como preservar y difundir su obra. Además de muchas otras actividades, la asociación ha encargado la elaboración de catálogos razonados y ha facilitado exposiciones junto con la Kunsthalle Bielefeld.

## Museo Peter August Böckstiegel

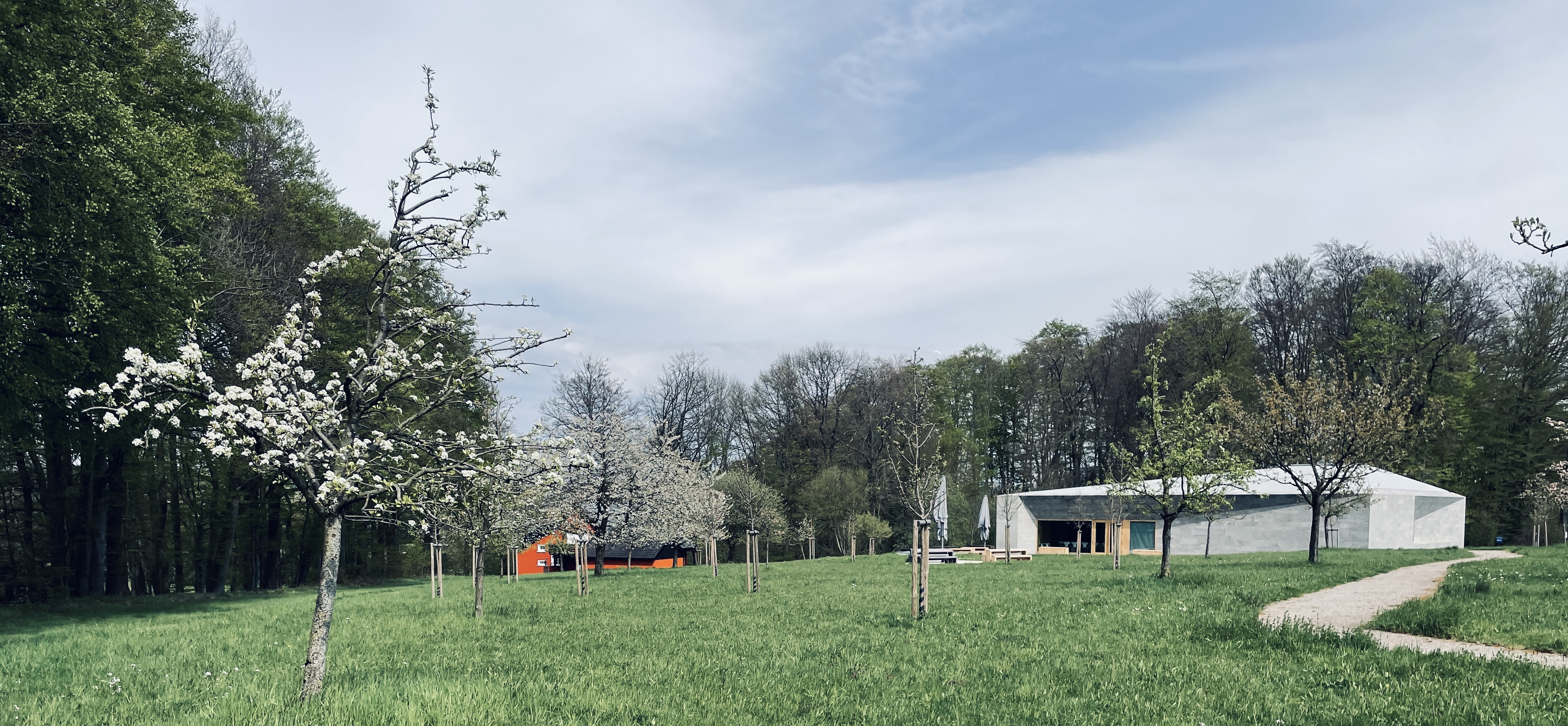
El Museo Peter August Böckstiegel cerca de Werther (2021) y la casa natal del artista

En 2014, el distrito de Gütersloh aprobó 2 millones de euros como base financiera para la construcción de un museo en la propiedad de la Künstlerhaus en Schloßstrasse 109/111 en Werther-Arrode. Gracias a donaciones privadas del distrito de Gütersloh y del resto de Westfalia se duplicó la superficie del museo inicialmente prevista. El edificio del museo fue diseñado por el estudio Habermanndecker de Lemgo y el grupo de planificación Ober se encargó del diseño de las zonas exteriores.
La ceremonia de inauguración tuvo lugar el 7 de abril de 2016 y la ceremonia de finalización tuvo lugar el 3 de marzo de 2017. El edificio, un cubo revestido con paneles de piedra caliza de conchas, se completó en marzo de 2018. A continuación se llevó a cabo el trabajo exterior con el diseño de un huerto frente al museo y un “aula verde”. El Museo Peter August Böckstiegel inició sus exposiciones el 31 de agosto de 2018. El museo está situado en el prado frente a la Künstlerhaus y está abierto todo el año. Muestra tres exposiciones especiales sobre el arte moderno "clásico" cada año.